# تشارلز مورو
تشارلز مورو (بالفرنسية: Charles Paul Narcisse Moreau)‏ (و. 1837 – 1916 م) هو رياضياتي، ولاعب شطرنج فرنسي، ولد في باريس، توفي في ليون، عن عمر يناهز 79 عاماً.